# Edisons 1985
De Edisons 1985 werden op 11 april 1985 uitgereikt in het Casino in Den Bosch. De uitreiking werd live op tv en radio uitgezonden door de VARA met Willem Nijholt als presentator.
De uitreiking stond in het teken van het 25-jarig bestaan van de Edisons, die in 1960 voor het eerst waren toegekend. Op tv werd eind 1985 een serie jubileumprogramma's uitgezonden, gepresenteerd door Willem Duys, met daarin hoogtepunten uit de Edison-geschiedenis.
Er waren optredens van onder meer Anita Meyer, Ashford & Simpson, Klein Orkest en Brenda Lee.
Tijdens de uitreikingen werden eerst drie genomineerden per categorie voorgesteld, waarna de winnaar bekend werd gemaakt. Onder de niet-winnaars waren onder meer Herman van Veen en Prince. De volledige lijst van genomineerden is niet bekend.
Er waren geen Edisons in de categorieën 'Volks repertoire' en Franse chanson, omdat de jury vond dat er in het voorgaande jaar te weinig goede platen in beide genres waren verschenen. De categorie Disco/Dans deed haar intrede, als erkenning voor het groeiend aantal producties op het gebied van soul, disco, dance en R&B.

## Winnaars
Internationaal
- Pop: U2 voor The Unforgettable Fire
- Vocaal: Linda Ronstadt voor Lush Life
- Singer/Songwriter: Lloyd Cole & the Commotions voor Rattlesnakes
- Disco/Dans: Ashford & Simpson voor Solid
- Musical/Film: Tim Rice, Bjorn Ulvaeus en Benny Andersson voor Chess
- Jazz: Miles Davis voor Decoy
- Instrumentaal: Jean Michel Jarre voor Zoolook
- Country: Hank Williams jr. voor Major Moves
- Extra: Van Dyke Parks voor Jump
- Bijzondere historische uitgaven: Duke Ellington voor Duke 56-62, volume I, II & III

Nationaal
- Vocaal (Buitenlands): Anita Meyer voor Face to Face
- Cabaret/Theater: Van Kooten en de Bie voor Draaikonten
- Jazz: Niko Langenhuijsen voor Hypo
- Jeugd: Kinderen voor Kinderen voor Kinderen voor Kinderen 5
- Vocaal (Nederlands): Robert Long voor Dag Kleine Jongen
- Pop: Golden Earring voor N.E.W.S.
- Extra: Wim de Bie voor De Bie Zingt
- Bijzondere historische uitgave: Frans Halsema voor 1939-1984

Duke Ellington en Frans Halsema kregen hun Edison postuum uitgereikt. Zij waren in respectievelijk 1974 en 1984 overleden. Het was voor het eerst dat in één jaar twee artiesten een postume Edison ontvingen.
1960 · 1961 · 1962 · 1963 · 1964 · 1965 · 1966 · 1967 · 1968 · 1969 · 1970 · 1971 · 1972 · 1973 · 1974 · 1975 · 1976 · 1977 · 1978 · 1979 · 1980 · 1981 · 1982 · 1983 · 1984 · 1985 · 1986 · 1987 · 1988 · 1989 · 1990 · 1991 · 1992 · 1993 · 1994 · 1995 · 1996 · 1997 · 1998 · 1999 · 2000 · 2001 · 2002 · 2003 · 2004 · 2005 · 2006 · 2007 · 2008 · 2009 · 2010 · 2011 · 2012 · 2013 · 2014 · 2015 · 2016 · 2017 · 2018 · 2019 · 2020 · 2021 · 2022 · 2023 · 2024